# Новоселець (Мазовецьке воєводство)
Новоселець (пол. Nowosielec) — село в Польщі, у гміні Лосиці Лосицького повіту Мазовецького воєводства.
Населення — 133 особи (2011).
У 1975-1998 роках село належало до Білопідляського воєводства.

## Демографія
Демографічна структура станом на 31 березня 2011 року:
|          | Загалом | Допрацездатний вік | Працездатний вік | Постпрацездатний вік |
| -------- | ------- | ------------------ | ---------------- | -------------------- |
| Чоловіки | 69      | 10                 | 50               | 9                    |
| Жінки    | 64      | 13                 | 38               | 13                   |
| Разом    | 133     | 23                 | 88               | 22                   |